# Pándorfalu vasútállomás
Pándorfalu vasútállomás (németül: Bahnhof Parndorf) egy burgenlandi vasúti megállóhely Pándorfalu településen, melyet az ÖBB üzemeltet.

## Vasútvonalak
Az állomást az alábbi vasútvonalak érintik:
- Pándorfalu–Pozsony-vasútvonal
- Ostbahn

## Kapcsolódó állomások
A vasútállomáshoz az alábbi állomások vannak a legközelebb:
- Pándorfalu község megállóhely (Ostbahn)
- Zurány vasútállomás (Ostbahn)
- Mosonújfalu megállóhely (Pándorfalu–Pozsony-vasútvonal)

## Forgalom
| Járat     | Útvonal | Gyakoriság |
| --------- | --- | ---------- |
| EuroRegio | Győr – Abda – Öttevény – Lébény-Mosonszentmiklós – Kimle-Károlyháza – Mosonmagyaróvár – Levél – Hegyeshalom – Nickelsdorf (Miklóshalma) – Zurndorf (Zurány) – Parndorf (Pándorfalu) – Parndorf Ort (Pándorfalu község) – Bruck a.d. Leitha (Bruck-Királyhida)(– Götzendorf – Gramatneusiedl – Wien Grillgasse – Wien Hauptbahnhof (Bécs)) | 2 óránként |
| EuroRegio | Hegyeshalom – Nickelsdorf (Miklóshalma) – Zurndorf (Zurány) – Parndorf (Pándorfalu) – Parndorf Ort (Pándorfalu község) – Bruck a.d. Leitha (Bruck-Királyhida) – Götzendorf – (Gramatneusiedl – Himberg –) Wien Grillgasse – Wien Hauptbahnhof (Bécs)                                                                                      | Napi 6 pár |